# 穆扎法拉巴德县

穆扎法拉巴德县位置

穆扎法拉巴德县，是巴基斯坦自由查谟和克什米尔地区所辖的一个县，位于该省北部。该县北临尼鲁姆县，南临巴格县。总面积6117平方公里。 

## 行政区划
穆扎法拉巴德县辖有3个乡，51个村。